# Liste der Monuments historiques in Cormeilles (Oise)
Die Liste der Monuments historiques in Cormeilles (Oise) führt die Monuments historiques in der französischen Gemeinde Cormeilles auf.

## Liste der Objekte
| Bezeichnung                                                       | Beschreibung                             | Standort                       | Kennzeichnung | Schutzstatus | Datum | Bild |
| ----------------------------------------------------------------- | ---------------------------------------- | ------------------------------ | ------------- | ------------ | ----- | ---- |
| Skulptur Der heilige Martin teilt seinen Mantel mit einem Bettler | Holz, polychrom gefasst, 18. Jahrhundert | in der Kirche St-Martin (Lage) | PM60000643    | Classé       | 1960  |      |